# 五音音階
五音音階（ごおんおんかい）は、1オクターブに5つの音が含まれる音階のこと。ペンタトニックスケールとも呼ばれる。スコットランド民謡（スコットランド音楽）などにあらわれる。日本の民謡や演歌にみられるヨナ抜き音階、および琉球音階も五音音階の一つである。

## 概要
東アジア（日本、朝鮮半島、中国（漢民族）、モンゴル、チベット、ブータンなど）、東南アジア（ベトナム、タイ、ミャンマー、カンボジア、インドネシア（ジャワ島、バリ島））、アフリカ（スーダン、エチオピア、ソマリア、など）、南アメリカ（アンデス）の音楽では、1オクターブの音域内で5つの音を持つ音階に基づくものがある。
便宜的には、次の3種類に分けられる。
- 全音階的五音音階（無半音的五音音階）：最も一般的な5音音階であり、3つの全音程と2つの短3度によってできる。世界の五音音階の大部分がこれに含まれる。
- 半音的五音音階：5音音階の中で半音を含むもので、半音程の位置は様々であるが、長3度音程と隣り合う位置に置かれることが多い。主に、日本、朝鮮、インド、インドネシア等にある。
- この他に、インドネシア（ジャワ島・バリ島）やウガンダ（ブガンダ王国の伝統音楽）などには1オクターブを5等分した五音音階、タイには1オクターブを7等分してその内の5音を用いる五音音階などがある。

## 五音音階の分類
| 音階              | 使用範囲（日本） | 使用範囲（日本以外）                                                                                                  |
| ----------------- | ---------------- | --- |
| C, D, E, G, A     | 呂旋法           | スコットランド民謡、ボヘミア民謡、 東アジア民謡（中国、スレンドロ）、インド（ラーグブープ旋法）、南米フォルクローレ等 |
| C, D, F, G, A     | 律旋法           | --- |
| C, D, F, G, Bb    | 陽旋法（上行形） | --- |
| C, D, F, G, A     | 陽旋法（下行形） | --- |
| C, D, Eb, G, A    | 陰旋法（上行形） | --- |
| C, D, Eb, G, Ab   | 陰旋法（下行形） | --- |
| C, Eb, F, G, Bb   | 民謡音階         | --- |
| C, E, F, G, B     | 琉球音階         | --- |
| C, Db, Eb, G, Ab  |                  | ガムラン音階（ペロッグ）                                                                                              |
| C, Db, Eb, Gb, Ab | ---              | ガムラン音階（ペロッグ）                                                                                              |